# Indostomus paradoxus
Indostomus paradoxus (Gr.: „paradoxus“ = seltsam, sonderbar, ungewöhnlich) ist ein kleiner Fisch aus der Familie der Indostomidae, der vom nördlichen Myanmar bis Kambodscha vorkommt. In der Aquaristik wird die äußerlich dem europäischen Seestichling ähnliche Art als Burma-Stichling oder Indischer Stichling bezeichnet.

## Merkmale
Indostomus paradoxus wird nur drei Zentimeter lang und besitzt einen langgestreckten und stark gepanzerten, aber sehr beweglichen Körper. Rücken- und Afterflosse sind kurz, sitzen über der Körpermitte und stehen einander symmetrisch gegenüber. Vor der eigentlichen Rückenflosse befinden sich fünf winzige Rückenflossenstacheln, die nicht durch Flossenmembranen miteinander verbunden sind. Den Körper bedecken Knochenplatten, die mit gezackten Graten überzogen sind, ebenso wie die äußeren Schädelknochen. Der Rücken ist durch dieser 21 Schilde gepanzert. Eine Seitenlinie fehlt. Der Schwanzflossenstiel ist schlank und lang. Indostomus paradoxus kann seinen Kopf wie eine Seenadel nach oben biegen.
Sexuell aktive Männchen können auf Rücken- und Afterflosse deutliche dunkelbraune bis schwarze Streifen tragen.
Flossenformel: Dorsale V/6, Anale 6, Pectorale 22–24, Ventrale 4, Caudale 10–15.

## Aquaristik
Die Fische sind durchaus zur Haltung in Aquarien – wegen ihrer geringen Größe auch in kleineren Becken – geeignet. Im Gesellschaftsbecken sollte allerdings dafür Sorge getragen werden, dass die eher gemächlichen Fresser ausreichend Nahrung erhalten. Auch die Nachzucht in der Aquarienhaltung ist möglich.

## Lebensweise
Indostomus paradoxus lebt bodennah in stehenden Gewässern und Sümpfen. Er bewegt sich wenig, und wenn, dann nur langsam; die meiste Zeit verbringt er ruhend auf dem Gewässerboden. Indostomus paradoxus ernährt sich von Würmern und anderen wenig beweglichen, kleinen, bodenbewohnenden Wirbellosen.